# Anakin Skywalker
Anakin Skywalker je izmišljena oseba in eden ključnih protagonistov v znanstvenofantastičnem filmu Vojna zvezd.
Anakin je bil Jedijski učenec, katerega je treniral in učil Obi-Wan Kenobi, in kasneje Jedijski vitez v predtrilogiji. Je oče dveh otrok: Luke Skywalker je njegov sin, Leia Organa pa njegova hči.
Anakin je kasneje poznan kot Darth Vader, ko je padel na Temno Stran Sile v Epizodi III. Tja ga je zvabil Sithovski Gospodar Darth Sidious/Palpatine, s čimer je Anakin postal njegov učenec pod svojim novim imenom. V Epizodah IV in V, se Anakin (kot Vader) pojavlja kot ključen in centralni antagonist. Kakorkoli, njegova dejanja ob zaključku sage v filmu Epizoda VI ga razkrijejo in utrdijo kot tragičnega junaka. 

## Zgodovina

### Otroštvo in odkritje Anakina Skywalkerja
Anakin se sprva pokaže kot prijazen, nesebičen devetletnik (igra ga Jake Lloyd). Skupaj z njegovo mamo sta sužnja ki služita Wattu, Toydarianskemu prekupčevalcu navlake. Anakinova posebnost ob tako zgodnjem otroštvu je, da se nepojmljivo spozna na tehniko. Kljub mladim letom, je sposoben zgraditi in popraviti večinoma vse, kar se kaže v stvaritvi njegovega lastnega protokolarnega droida po imenu C-3PO, in dirkalnika, oboje iz zavrženih in rabljenih delov. Je tudi izjemen pilot s hitrimi refleksi.
Na Tatooinu najde Anakina Jedijski Mojster Qui-Gon Jinn, ki je prepričan da je fant Izbranec po Jedijski prerokbi, ki bo prinesel ravnotežje v Silo. Njegova mati Shmi pravi, da nima očeta in da je nekako čudežno postala takrat noseča. Qui-Gon odkrije, da ima Anakin največje poznano število midi-klorianov, po katerih se meri občutljivost Sile v samem človeku, in meni da je fant sam stvarjenje te Sile. Anakinov neverjetni talent pilotiranja pripisuje Sili, katera po njegovem dovoljuje Anakinu, da »vidi stvari preden se zgodijo«. Anakin ustvari močno vez s Kraljico Padmé Amidalo, katero Qui-Gon in njegov učenec Obi-Wan Kenobi branita.
Ko pribori Anakinu svobodo, Qui-Gon pripelje dečka na Coruscant in prosi Jedijski Svet, da mu dovoli, da bi dečka učil. To prošnjo zavrnejo, kajti svét meni, da je Anakinova prihodnost zatemnjena s strahom in jezo, ki izvira iz suženjstva in ločitve od matere. Na koncu Anakin pomaga pri zmagi v zadnji bitki proti Trgovinski Federaciji v Bitki za Naboo. Umirajoč Qui-Gon, zaboden v borbi proti strašnemu Sithu Darthu Maulu, prosi Obi-Wana, da bi treniral Anakina in svét z oklevanjem to tudi sprejme. Palpatine, novo izvoljeni Republiški Vrhovni Kancler, se spoprijatelji z dečkom, obljubljajoč mu, da "bodo spremljali njegovo kariero z velikim zanimanjem".

### Napad Klonov
Deset let po tem ko si je prislužil svobodo, je 19 letni Anakin, katerega igra Hayden Christensen, zdaj mlad odrasel Obi-Wanov učenec. Zaradi svojih naravnih sposobnostih, ki ga postavljajo krepko višje kot njegove vrstnike, je postal bolj samotar v vseh svojih letih jedijskega treninga. Njegovo razmerje z njegovim učiteljem je precej komplicirano; čeprav pravi, da mu je Obi-Wan kot oče, je prepričan, da ga njegov učitelj zavira, sam pa nasprotuje njegovi avtoriteti. Zafrustriran se obrne k drugemu učitelju po nasvet: Palpatinu, kateri 'hrani' ego že tako lomljivega mladega Jedija z zagotovili, da bo en dan postal največji Jedi v galaksiji.
Anakin dobi nalogo da varuje Padmé, ki ni več kraljica, ampak senatorka njenega domačega planeta Nabooja. Njegova otroška začudenost je sedaj postala močna opojnost in končno se zaljubita kljub njenim oklevanjem; Jediji imajo prepoved do čustvenih navez in tudi politični to načeloma odrekajo, v pomenu, da lahko nekdo postane močan in sposoben vodja. 
Med njenim varovanjem Anakin začuti, da je njegova mati v nevarnosti. Ko se vrne na Tatooine, najde Watta, svojega starega gospodarja. Watto ga usmeri do njenega novega moža, Cliegga Larsa, starega kmetovalca. Poročil in osvobodil je Shmi že pred več leti. Anakin spozna svojega polbrata Owena Larsa in njegovo dekle Beru. Owen Lars mu pove, da so njegovo mater ugrabili Peščeni ljudje. Anakin najde svojo mater v kampu Peščenih ljudi, ampak prepozno, da bi ji lahko pomagal, nakar umre v njegovem naročju. Prevzet od neznatne jeze pobije celotno pleme Peščenih ljudi, tudi ženske in otroke. Yoda in prestrežen del Qui-Gona čutita Anakinovo prisotnost Sile, kako gre proti temni strani in obstaja strah, da je to začetek konca Obi-Wanovega mladega učenca. Padmé vsekakor muči, kar je naredil, ampak, ker je zaljubljena vanj, ni popolnoma zgrožena in namesto tega poskuša biti simpatetična do njega.
Anakin and Padmé zvesta da je bil Obi-Wan ujet kot talec od Geonosijskih droidnih sil, ki pripadajo Konfederaciji Neodvisnih Sistemov, tvorbi zvezdnih sistemov, ki se želijo odcepiti od Republike. Hitita mu na pomoč, kjer ju kmalu ujamejo. Soočena s tem kar ju čaka v gladiatorski areni, si izrečeta ljubezen drug do drugega. Ob pobegu s pomočjo Jedijev in klonske vojske, se Anakin spopade s Separatističnim vodjo in 'padlim' jedijem Grofom Dookujem v bitki svetlobnih mečev, kjer pa ga starejši in bolj izkušeni bojevnik zlahka premaga in mu pri tem odseka spodnji del njegove desne roke. Zamenjajo mu jo s kibernetično, nakar se poroči s Padmé na skrivnem obredu, kjer sta prisotna zraven še samo C-3PO in R2-D2, kot priči.

### Padec na Temno stran
Po tem ko sta se odšla borit v Vojno Klonov, se Anakin in Obi-Wan vrneta na Coruscant in zasedeta Separatistično Ladjo The Invisible Hand v misiji, da rešita Kanclerja Palpatina iz rok Grofa Dookuja. V kratkem dvoboju Anakin prekosi Dookuja in mu pri tem odreže obe njegovi roki. Palpatine mu nato ukaže naj obglavi šokiranega grofa. Anakin se preda svoji jezi in to stori, vendar v trenutku obžaluje svoje dejanje, kajti ubijanje neoboroženega nasprotnika ni Jedijski način. Palpatine mu vseeno zagotavlja, da je bil Dooku "prenevaren, da bi ostal živ". Po rešitvi kanclerja, in pobegu Generala Grievousa, Anakin ladjo križarko, ki ni narejena za pristajanje, v obupnem stanju vendarle uspe pristati, s čemer spet dokaže, da je najboljši pilot v galaksiji. 
Na Coruscantu mu Padmé pove, da je noseča. Za tem sledijo hude Anakinove nočne more, v katerih sanja da bi lahko umrla ob porodu. Prevzamejo ga čustva strahu in jeze.
Palpatine, še vedno njegov mentor in bližnji prijatelj, postavi Anakina za svojega predstavnika v Jedijskem Svetu. Sumničav Svét sprejme Anakina, a mu ne dodeli naziva Jedijski Mojster, in mu s tem zaukaže naj vohuni za Palpatinom. Jezen nad odločitvijo in novo nalogo izgubi vero in zaupanje v svét. Končno mu ponudi Kancler možnost, da se nauči temne strani Sile, s katero ga zavaja, da lahko prepreči smrt. Anakin se zave, da je Palpatine v resnici tisti Sithovski Gospodar, ki so ga iskali že od začetka vojne in nemudoma to skrivnost razkrije Jedijskemu Učitelju Maceu Winduju. Ko se Windu sooči s Palpatinom, obide Anakina misel; brez Palpatina bo izgubil sleherno možnost rešitve svoje žene.
Anakin se prispe borit proti Winduju, ko vidi, da je ta že razorožil "nemočnega" Palpatina. Windu aretira Temnega Gospodarja, a Palpatine nemudoma sproži proti njemu Električno Silo. Učitelj to odbije in sila se usmeri proti Palpatinu, kar ga močno iznakazi. Napad se nadaljuje, dokler se Palpatine nenadoma ne utrudi in prosi Anakina naj ga reši. Anakin svetuje Winduju naj ga pusti živega; Windu to zavrača, kar pokaže ko pravi, da je prenevaren, da bi ostal živ. Ko Windu zamahne proti Sithovskemu Gospodarju, se Anakin vmeša in s svojim svetlobnim mečem odreže Winduju roko, nakar Palpatine uporabi vso moč elektrike in pošlje Winduja skozi okno v smrt. Anakin se nato obrne na temno stran in dobi novo ime: Darth Vader.
Vaderjeva prva misija je da napade Jedijski tempelj in pomori vse, ki so v njem. To stori brez obotavljanja, ko naredi pokol med vsemi Jediji in otroci brez milosti. Zatem je poslan na Mustafar, da bi ubil Separatistične vodje. Po zaključku te naloge se spet sreča s Padmé, ki ga mučno prosi, da naj pozabi na vse in naj skupaj pobegneta. S tem se Anakin ne strinja, saj pravi da lahko strmoglavi Palpatina in bi lahko skupaj vladala Galaksiji. Obi-Wan, ki se je skril v njeno ladjo, se sooči z Vaderjem. Ko zasumi izdajo in je prevzet od temne strani, Anakin začne daviti Padmé s pomočjo Sile, nakar jo pusti nezavestno na pristajalni ploščadi. Nekdanja prijatelja se poženeta v strahovito bitko s svetlobnimi meči. Sčasoma Obi-Wan pristane na trdih tleh, kjer ima prednost in zahteva, da se Vader preda. Vader ga ignorira in poskusi s skokom, ko se je uprl na Silo, premagati svojega bivšega učitelja. Obi-Wan mu odseka preostale ude in ga pusti umirati v vročem, gorečem pesku. Ko se Vader poskuša potegniti ven iz tega peska in stran iz reke, po kateri teče lava, utrpi skoraj smrtne opekline in razširjene pljučne poškodbe in poškodbe grla, med vdihavanjem prevročega zraka. Čudežno se Vader priplazi navzgor, stran od Lavine reke, kjer ga reši Palpatine, ki je čutil Vaderjev poraz.
Ko pride Vader k zavesti, mu Palpatine pove, da je Padmé umrla, da jo je med davljenjem ubil (dejansko pa je umrla med porodom; rodila je 2 otroka Luka in Leio). Tako, kot je Palpatine načrtoval, to razkritje zlomi v učencu še zadnji ostanek njegovega duha, s čemer mu ne preostane v življenju nič več, kot pa da služi svojemu gospodarju in Imperiju.
Čeprav je Vader ostal okreten bojevnik, ga je boj z Obi-Wanom stal veliko njegove moči, tudi v Sili; Lucas je izjavil, da so ga te poškodbe zavrle in je zaradi njih močan le 80 % Palpatina, čeprav bi moral postati najmočnejši Sith vseh časov.